# Хелмолд
Хелмолд Босауски е немски историк от 12 век, немски свещеник в Босау край Пльон и хронист.
Приятел на двамата епископи на Оленбург Холщайнски - Вицелин (умрял 1154) и Геролд (умрял 1163), които развиват активна дейност по християнизацията на славяните. Хрониките на Харолд са важен извор за бита и митологията на западните славяни.

## Биография
Хелмолд израства в Холщайн. През 1134 г. постъпва в новоснования манастир Зегеберг. Манастирът е затворен през 1137 г. след нападение на ободритския княз Прибислав. От 1139 до 1142 г. учи Брауншвайг при Геролд, бъдещия епископ на Олденбург (1139-1142). По-късно минава под опеката на Вицелин, апостола на вендите, първо в августинския манастир във Фалдера (около който по-късно се оформя Ноймюнстер), (1147-1153), където става дякон. В 1156 Хелмолд става свещеник в Босау на Пльонското езеро.
По поръка на епископ Геролд Хелмолд пише своята Chronica Slavorum (Славянска хроника) - история на завоеванието и покръстването на полабските славяни от времето на Карл Велики (около 800 г.) до 1171 година. Целта на хрониката е да се покаже как християнизацията и германизацията постепенно успяват да спечелят почва сред вендите, особено в източната част на Холщайн. Като пряк свидетел Хелмолд описва мисионерската дейност на Вицелин, основаването на Олденбургската епископия, преместването ѝ в Любек, когато този град се превръща в по-важен търговски център от Олденбург, нарастването на германското влияние сред вендите, безмилостното им подчиняване и унищожаване, раздаването на земите им на чужди заселници - вестфалци и нидерландци. Трудът е разделен на две части - първата покрива периода до 1168 година, а втората продължава до 1171 и е писана след 1172 година.
За по-ранните периоди Хелмолд използва църковната история на Адам Бременски и саксонските хроники за Хенрих IV, както и житието на Вилехад, списъкът на Ансагрий, и може би също така житие на Вицелин, но резюметата му на тези трудове са несигурен източник. Но за собствения му период Хелмолд е един от най-важните исторически извори, базиран на устната информация, получена от Вицелин и Геролд. Информираността му става очевидно много по-слаба за периода след смъртта на Геролд в 1163 година.
Достоверността на Хелмолд е оспорвана през 19 век (вижте Sehirren, Beiträge zur Kritik holsteinischer Geschichtsquellen, Leipzig, 1876), заради омразата му към архиепископите на Бремен и пристрастността му към собствената му епископия Олденбург-Любек, но не може да се предполага, че има целенасочено фалшифициране на факти. Хрониката е публикувана за пръв път в
1556 във Франкфурт на Майн, а по-късно в Monumenta Germaniae Historica: Scriptores, XXI (1868), 11-99, и в "Script. rer. Germ."
Саксонският херцог Хенрих Лъва е патрон на Хелмолд. Хрониката е продължена до 1209 г. от абат Арнолд Любекски.

## Източици
- Chronica е издадена за пръв път от Зигмунд Шоркел (Frankfort am Main, 1556). Най-доброто ѝ издание е от Йохан Мартин Лапенберг в Monumenta Germaniae hist. scriptores, XXI (1868).
- За критика върху Chronica вижте Аугуст Потхаст, Bibliotheca hist. medaevius. Helmoldus.
- Wattenbach, Deutschlands Geschichtsquellen, II (1894), 338-41.
- Potthast, Bibliotheca historica, I (1896), 576.
- В статията е използван текст от статията от Католическа енциклопедия 1913 "Helmold" от Патрициус Шлагер.
- "Helmold Of Bosau". Encyclopædia Britannica 2006 Ultimate Reference Suite DVD. (14 май, 2007).